# Golūnābād
Golūnābād (persiska: گلون آباد, Kūlūnābād, Gulunābād) är en ort i Iran.   Den ligger i provinsen Khorasan, i den östra delen av landet, 800 km öster om huvudstaden Teheran. Golūnābād ligger 1 974 meter över havet och antalet invånare är 198.
Terrängen runt Golūnābād är huvudsakligen kuperad, men den allra närmaste omgivningen är platt. Golūnābād ligger nere i en dal.Runt Golūnābād är det glesbefolkat, med 12 invånare per kvadratkilometer. Närmaste större samhälle är Naqenj, 9,8 km öster om Golūnābād. Omgivningarna runt Golūnābād är i huvudsak ett öppet busklandskap.